# آنتیموان پنتاسولفید
آنتیموان پنتاسولفید (انگلیسی: Antimony pentasulfide) یک ترکیب معدنی غیر استوکیومتری حاوی گوگرد و آنتیموان است که به نام قرمز آنتیموان(antimony red) نیز شناخته می شود. یکی از کاربردهای این ماده استفاده از از آن به عنوان رنگدانه قرمز است.